# Pleurothallis
Pleurothallis là một chi thực vật có hoa trong họ Lan.

## Hình ảnh

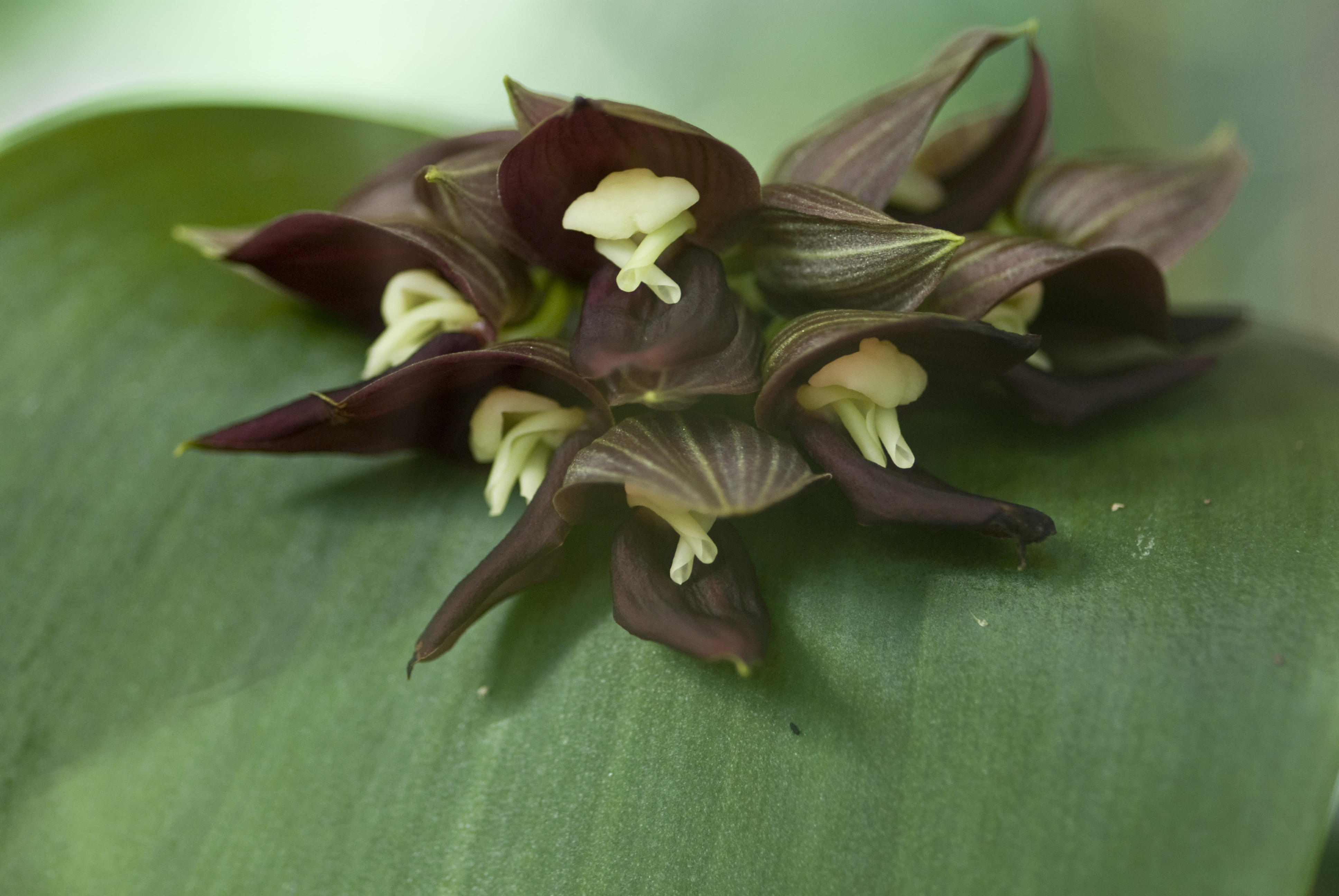
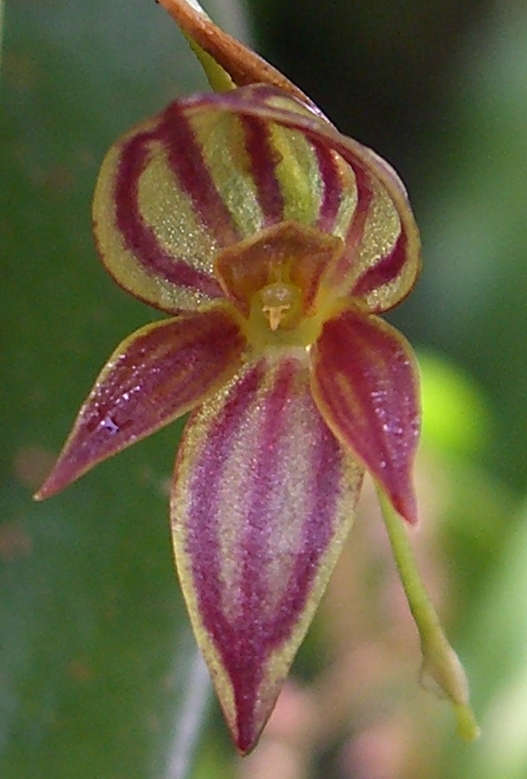
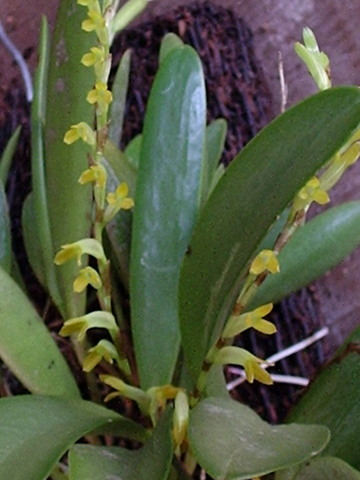